# Chemin Abadie
Le chemin Abadie est une voie de Toulouse, chef-lieu de la région Occitanie, dans le Midi de la France.

## Situation et accès

### Description
Le chemin Abadie est une voie publique. Il se trouve dans le quartier de La Cépière, dans le secteur 2 - Rive gauche. Il naît perpendiculairement à la rue Louis-Vestrepain, au carrefour de la rue de la Gironde. Il suit un parcours relativement rectiligne, orienté au nord et long de 266 mètres. Il donne naissance, après 90 mètres, à la rue Rembrandt, puis se termine au carrefour de la route de Saint-Simon.
La chaussée compte une seule voie de circulation automobile à double-sens. Elle est définie comme une zone 30 et la vitesse y est limitée à 30 km/h. Il n'existe pas d'aménagement cyclable.

### Voies rencontrées
Le chemin Abadie rencontre les voies suivantes, dans l'ordre des numéros croissants (« g » indique que la rue se situe à gauche, « d » à droite) :
1. Rue Louis-Vestrepain
2. Rue Rembrandt (g)
3. Route de Saint-Simon

### Transports
Le chemin Abadie n'est pas directement desservi par les transports en commun. Il débouche cependant, au nord, sur la route de Saint-Simon, parcourue par la ligne de bus 14 et, au sud, sur la rue Louis-Vestrepain, parcourue par la ligne de bus 13. La station de métro la plus proche est la station Mermoz, sur la ligne de métro .
Les stations de vélos en libre-service VélôToulouse les plus proches sont les stations no 192 (355 route de Saint-Simon) et no 254 (rue du Lot).

## Odonymie
Le chemin tient son nom de la famille Labadie, propriétaire des terrains au XIXe siècle. En 1931, il est modifié et devient simplement Abadie. Il faut peut-être y voir une confusion avec un ancien domaine agricole, connu au XVIIe siècle déjà, désigné comme l'Abbadie, et qui se trouvait plus à l'ouest, au bord de la terrasse de la Garonne (emplacement près de l'actuel rond-point de la Cépière) – c'est d'ailleurs l'explication retenue par Pierre Salies. Il ne doit pas être confondu avec un autre chemin Abadie, devenu chemin Cassaing au XIXe siècle.

## Patrimoine et lieux d'intérêt
- no  3 : Assemblée évangélique de Pentecôte.
Un ancien bâtiment commercial est occupé par l'association évangélique de Pentecôte, une Église protestante évangélique, membre de la Fédération des Églises chrétiennes évangéliques (FECE).

- no  30 : maison (première moitié du XXe siècle)[2].
- no  33 : maison (deuxième moitié du XXe siècle)[3].